# NCT U

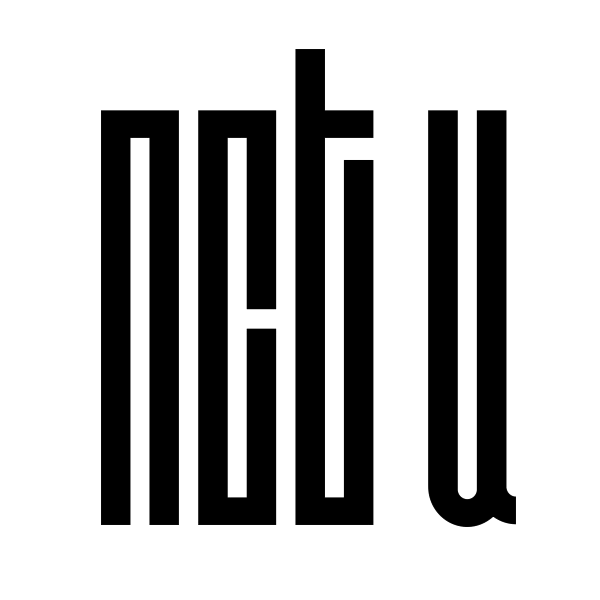
Het logo van NCT U

NCT U (Hangul:엔씨티 유) is een subgroep van de Zuid-Koreaanse k-popgroep NCT. De samenstelling van NCT U kan bij elk nummer dat uitgebracht wordt, veranderen. Alle leden van NCT 2020 hebben een keer meegedaan in NCT U.

## Leden
| Artiestennaam | Geboortenaam                | Geboortedatum     |
| ------------- | --------------------------- | ----------------- |
| Taeyong       | Lee Taeyong                 | 1 juli 1995       |
| Taeil         | Moon Taeil                  | 14 juni 1994      |
| Johnny        | Seo Youngho                 | 9 februari 1995   |
| Yuta          | Nakamoto Yuta               | 26 oktober 1995   |
| Kun           | Qian Kun                    | 1 januari 1996    |
| Doyoung       | Kim Doyoung                 | 1 februari 1996   |
| Ten           | Chittaphon Leechaiyapornkul | 27 februari 1996  |
| Jaehyun       | Jung Jaehyun                | 14 februari 1997  |
| Winwin        | Dong Si Cheng               | 28 oktober 1997   |
| Jungwoo       | Kim Jungwoo                 | 19 februari 1998  |
| Lucas         | Huang Xuxi                  | 25 januari 1999   |
| Mark          | Mark Lee                    | 2 augustus 1999   |
| Xiaojun       | Xiao Dejun                  | 8 augustus 1999   |
| Hendery       | Wong Kunhang                | 28 september 1999 |
| Renjun        | Huang Ren Jun               | 23 maart 2000     |
| Jeno          | Lee Jeno                    | 23 april 2000     |
| Haechan       | Lee Donghyuk                | 6 juni 2000       |
| Jaemin        | Na Jaemin                   | 13 augustus 2000  |
| Yangyang      | Liu YangYang                | 10 oktober 2000   |
| Shotaro       | Osaki Shotaro               | 25 november 2000  |
| Sungchan      | Jung Sungchan               | 13 september 2001 |
| Chenle        | Zhong Chenle                | 22 november 2001  |
| Jisung        | Park Jisung                 | 5 februari 2002   |